# Ventspils
Ventspils (in tedesco Windau; in polacco Windawa) è una città di 33 372 abitanti della Lettonia occidentale situata sul mar Baltico alla foce del fiume Venta.

## Origini del nome
Ventspils in lingua lettone significa "castello sul fiume Venta"

## Storia
La città si è sviluppata a partire da un castello dell'Ordine di Livonia e fu menzionata per la prima volta nel 1290. Nel 1314 si diede uno statuto e divenne un'importante città mercantile della Lega anseatica.

## Economia
L'importanza di Ventspils è dovuta al fatto che si tratta di un porto libero dal ghiaccio tutto l'anno. La città funge pertanto da terminale per il petrolio e altre risorse minerali provenienti dalla Russia, traendone notevole ricchezza.

## Geografia antropica
La città è divisa in due parti dal fiume Venta. La parte che ospita il castello si chiama "Pilseta" ("la città") e la parte opposta "Parventa" ("attraverso [oltre] il Venta").
"Pilseta" è la parte più sviluppata della città, essendovi situati gli uffici amministrativi e la stazione ferroviaria principale; mentre "Parventa" è una zona ricca di aree verdi ed è abitata da diverse etnie.

## Sport

### Calcio
Vi ha sede il Ventspils.

### Basket
Vi ha sede il BK Ventspils.

## Galleria d'immagini

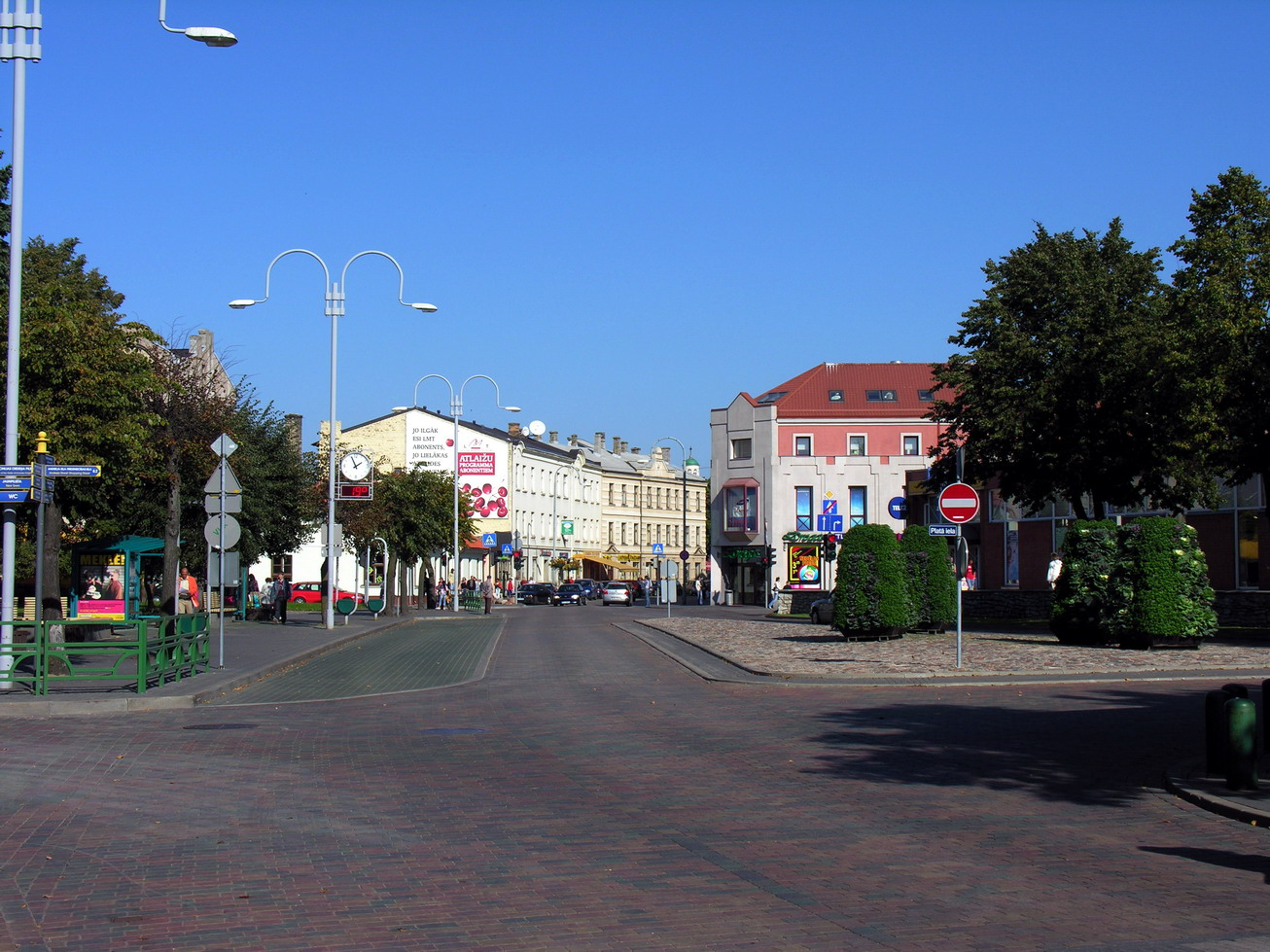
Kuldigas gatve
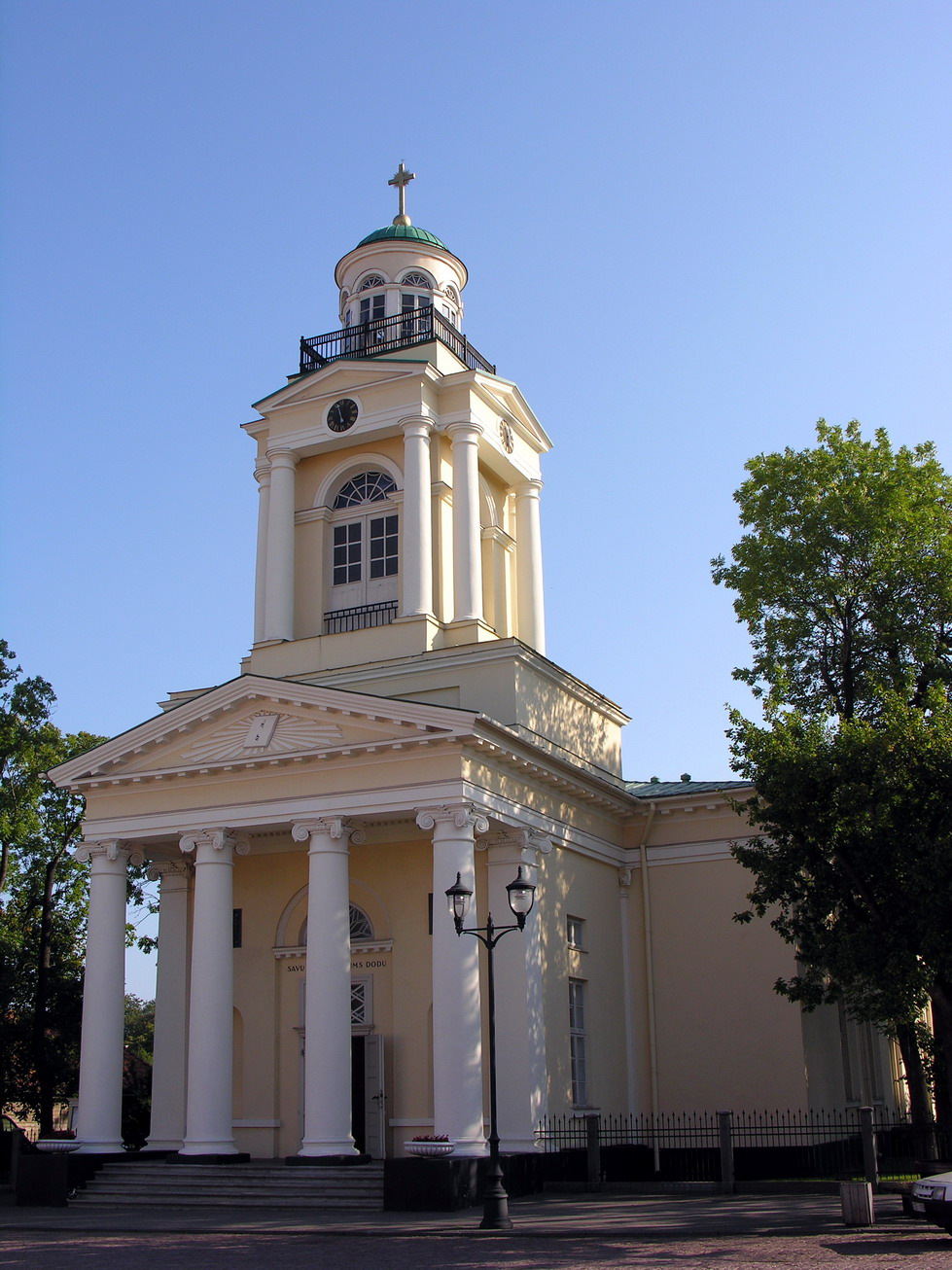
Chiesa evangelica luterana
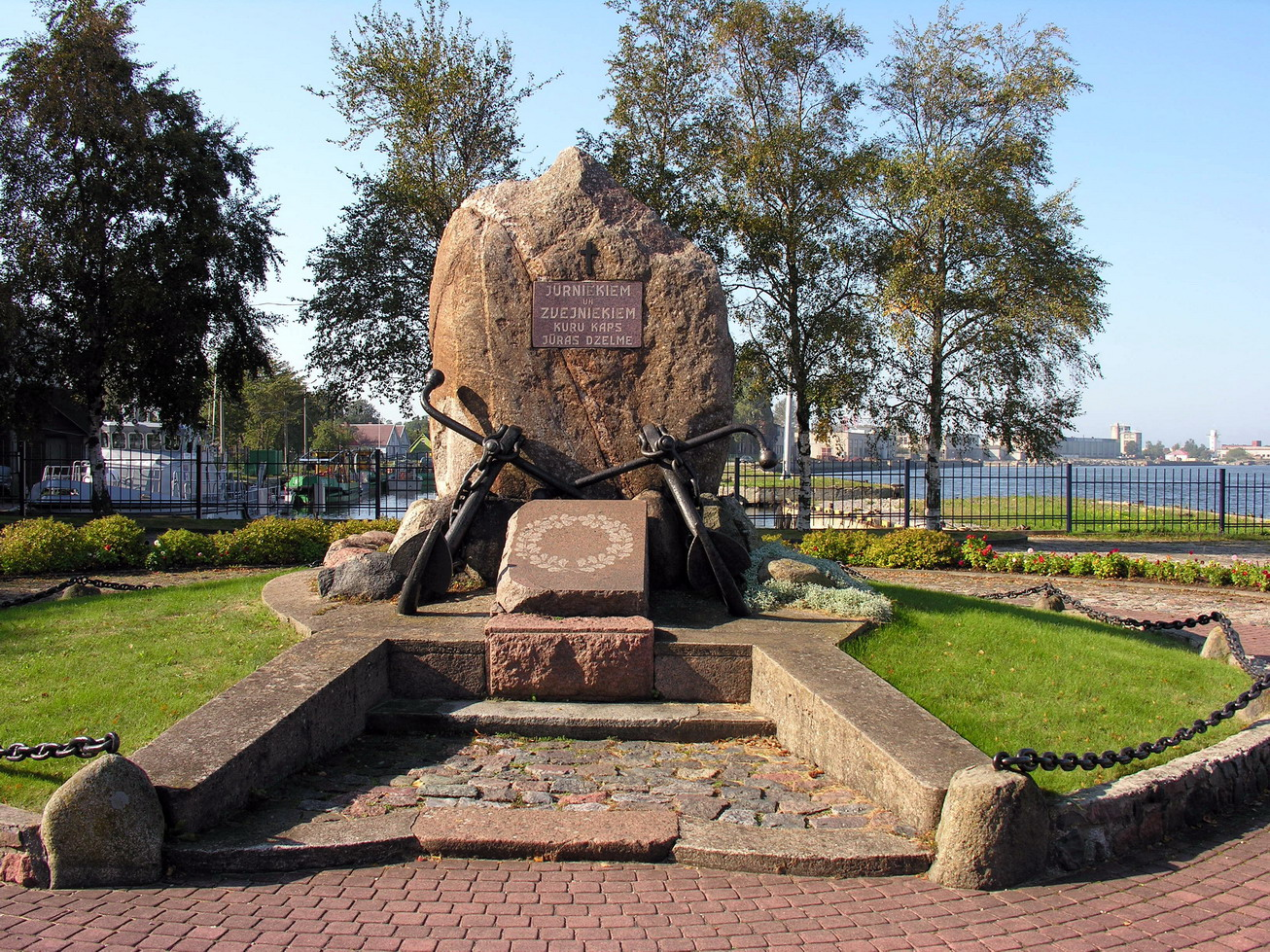
Il monumento ai marinai e ai pescatori
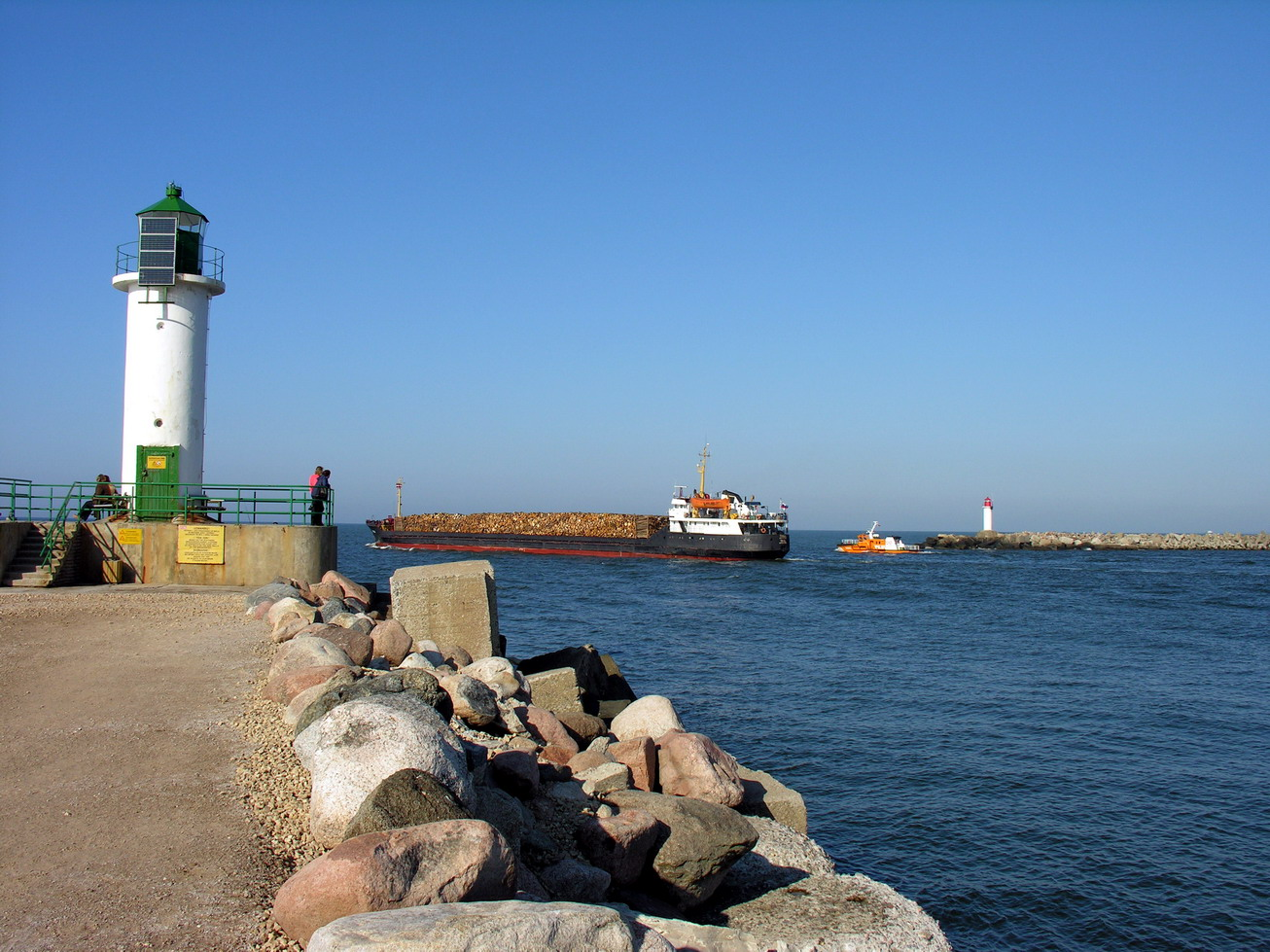
Imbocco del porto di Ventspils
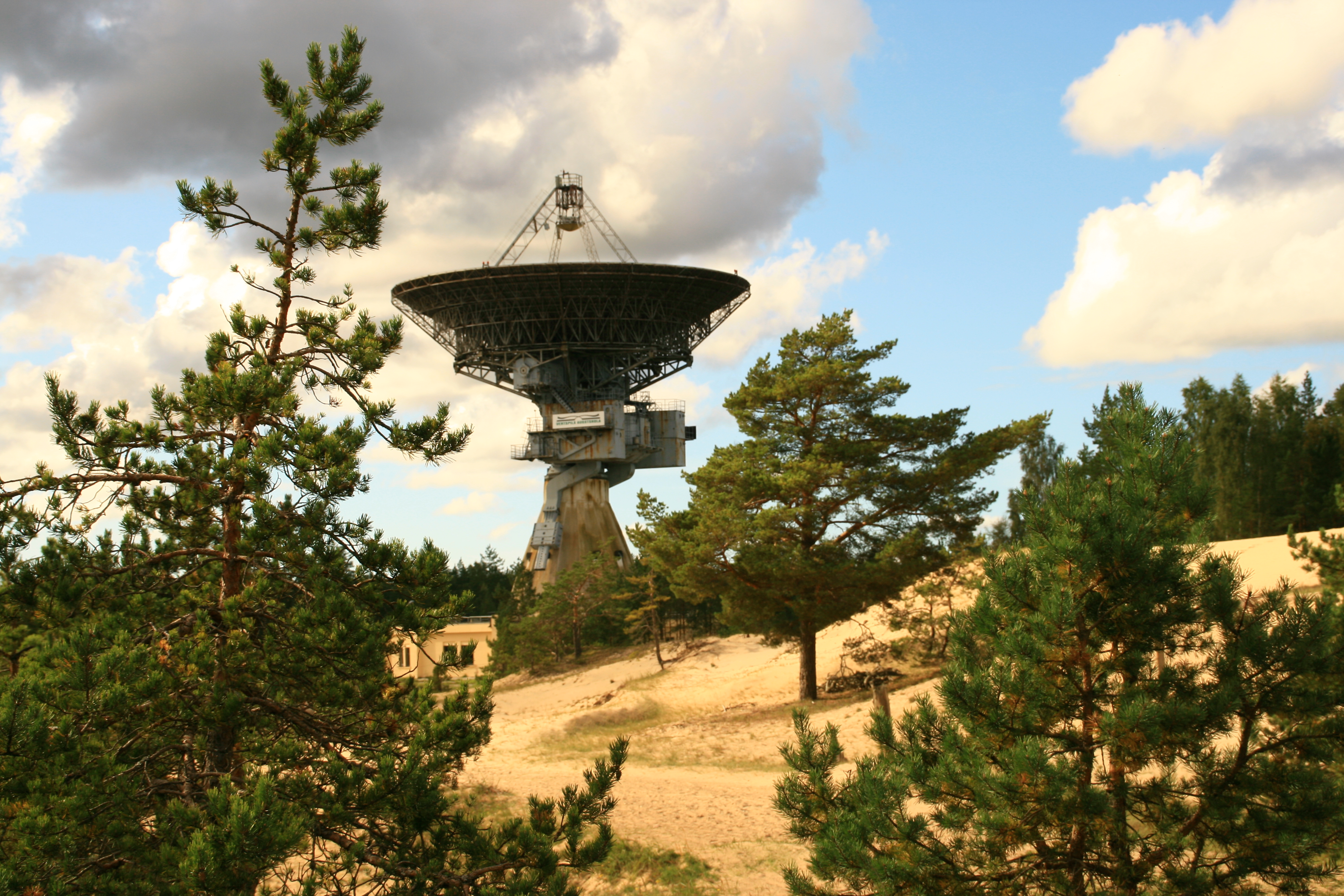
Centro Radio Astronomico internazionale di Ventspils